# Juifs Mizrahim
Cet article concerne les Juifs d'origine orientale. Pour les autres significations, voir Mizrahi.
La dénomination de Juifs Mizrahim ou Mizra’him (hébreu : מזרחים « Orientaux »), également appelés Edot HaMizra’h (Communautés de l’Orient), englobe des communautés juives très diverses du Moyen-Orient, d'Afrique du Nord, du Caucase, d'Asie centrale et de l'Inde, recouvrant une « mosaïque ethnique » bien plus complexe et hétérogène que celle des Juifs ashkénazes et séfarades.
L'acception très étendue de ce mot dans l'hébreu moderne est un « concept fourre-tout » qui regroupe artificiellement tout ce qui n'est ni Ashkénaze (« allemand ») ni Sarfati (« français ») ni Séfarade (« espagnol ») ni Romaniote (« grec »), c'est-à-dire des groupes aux origines très diverses, qui n'ont en commun qu'une Halakha découlant principalement du Talmud de Babylone,, qui les rapproche des Juifs séfarades et maghrébins, avec quelques différences entre les minhagim de minorités particulières.
En effet, le terme Mizra'him désigne principalement les Juifs arabes, devenus au XXe siècle les réfugiés juifs des pays arabes, mais aussi ceux issus d'autres zones d'influences culturelles et linguistiques : caucasienne, turque, kurde, perse notamment. Sont ainsi inclus les Juifs d'Afrique du Nord, les Juifs d'Irak, les Juifs yéménites, les Juifs d'Iran, les Juifs de Turquie, les Juifs du Kurdistan, les Juifs de Boukhara, les Juifs d'Afghanistan (principalement à Herat) et de tous les pays d'Asie centrale, les Juifs de l'Inde, les Juifs du Caucase ou Juhuro (parfois appelés « Juifs des montagnes ») allant parfois, dans le langage courant israélien, jusqu'aux « Juifs noirs » d'Afrique (Abayudas, Baloubas, Beta Israel, Havilas, Ibenisraélis, Lembas, Rusapes, Zakhors…).

## Histoire et usage

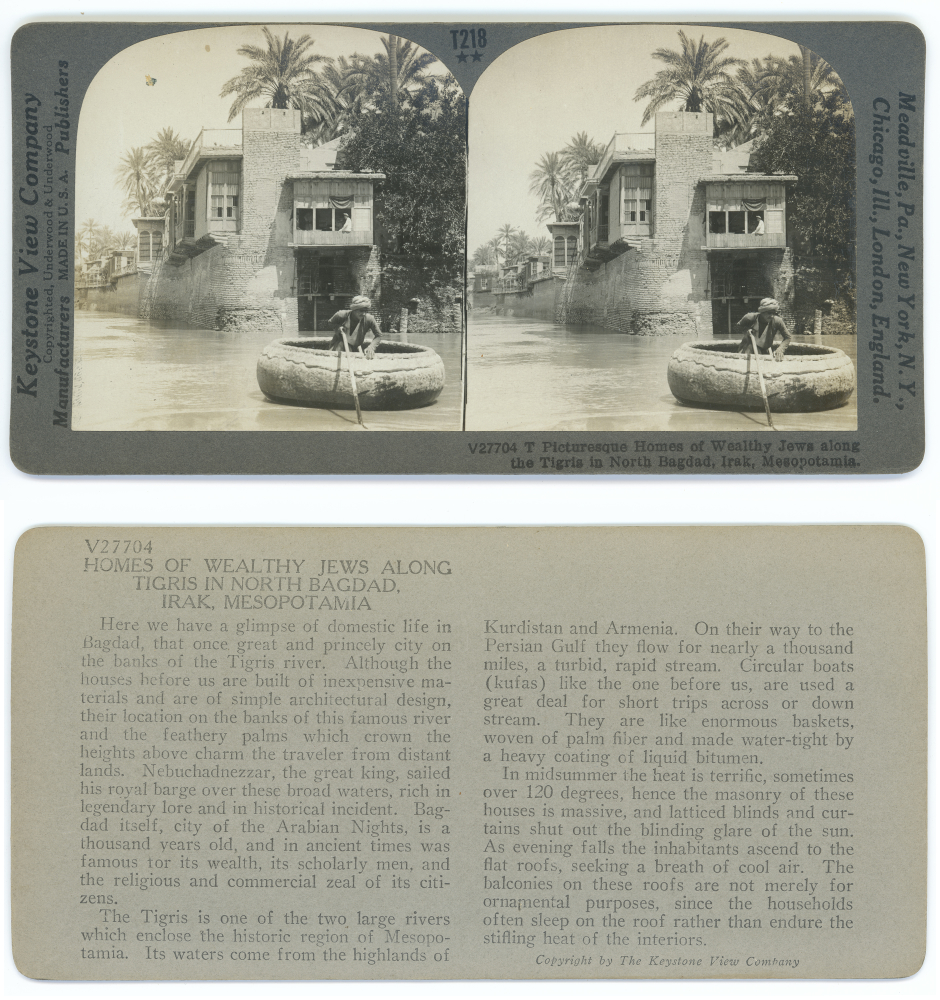
Habitations juives sur le Tigre au nord de Bagdad, Irak, 1890. Le bateau circulaire (kufa) est en palme tressée, enduit de bitume.

Le terme hébreu Mizra’h (מזרח, l'Orient) est à comparer avec l'arabe Mashriq (المشرق, le Levant), qui fait référence au Moyen-Orient, par opposition au Maghrib (المغرب, le Couchant), désignant l'Afrique du Nord.

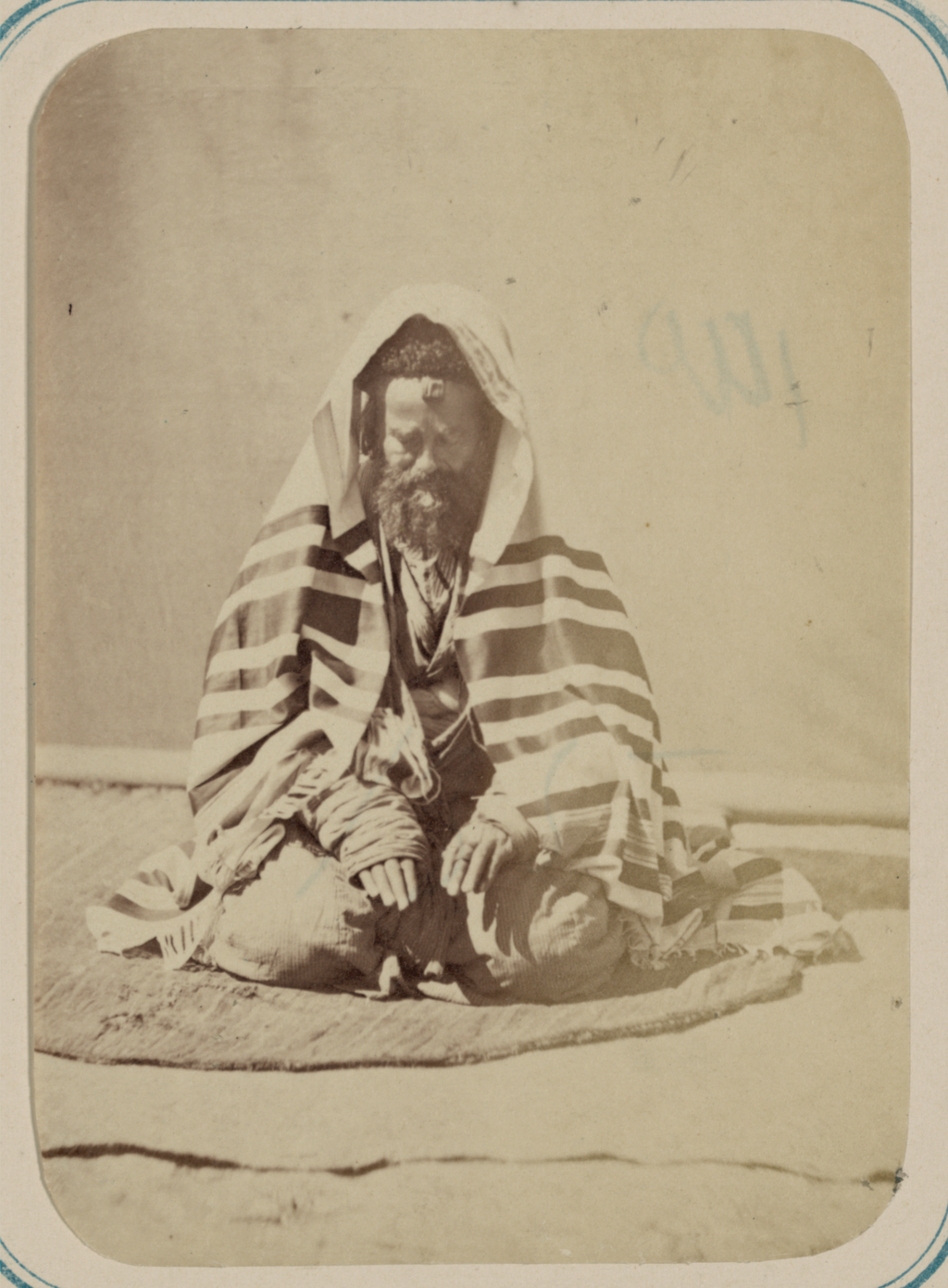
Juif de Samarcande, ex-Turkestan, actuel Ouzbékistan, 1865-1872.

Cependant, par généralisation, dans son usage israélien moderne, le terme fait référence à tous les Juifs originaires des pays arabes et d'Asie, regroupant ainsi les Mizra’him proprement-dits (i.e. « orientaux »), et les Sefardim du Maghreb (d'origine ibérique) en un seul groupe, malgré l'évidente contradiction lexicale et les nombreuses différences culturelles entre ces populations.
Le terme Mizra’him incluant les Juifs maghrébins est une création israélienne, ayant initialement un sens péjoratif, renvoyant à l'« arriération » supposée des Juifs non-ashkénazes. Par la suite, nombre de Juifs orientaux et séfarades l'ont revendiqué et lui ont donné une valeur positive. Le terme fut accepté et largement utilisé par les activistes Mizra’him dès le début des années 1990, qui le préfèrent à l'expression « Juifs orientaux », laquelle a l'inconvénient d'exclure les Juifs d'Afrique du Nord.
De nombreux Mizra’him rejettent de nos jours cette appellation (et toute désignation collective), lui préférant l'identification à leur pays d'origine, ou celui de leurs ancêtres immédiats, par exemple « Juif d'Irak », « Juif kurde », « Juif tunisien », etc.

## Homophonie
L’homophonie avec les mots hébreu מִצְרַיִם et arabe مصر (mɪt͡srai:m) a suscité des rapprochements avec l’Égypte antique que les juifs appelaient « pays de Misraïm », et avec un personnage homonyme de la Genèse dans la Bible : un fils de Cham et petit-fils de Noé.
Des textes de l’empire néo-babylonien mentionnent en effet l’Égypte sous le nom de Mizraim. Les inscriptions en ougaritique y font référence sous le nom de Mṣrm, les lettres d'Amarna utilisent le terme Misri et l’Assyrie utilise Mu-ṣur.
Manéthon de Sebennytos suggère de son côté que « l’âge d'or » antique dont se vantent les Égyptiens antiques précède le déluge et que les Égyptiens sont les descendants de Misraïm, et des historiens musulmans comme Sibt ibn al-Jawzi, Khondemir, Tabari et Ibn 'Abd al-Hakam citent aussi cette théorie, supposant que les pyramides ont été construites par des humains avant le déluge et que Misraïm s’est chargé de réoccuper la région après l’événement.
Ces homophonies et des interprétations du récit de l’Exode ont suscité l’hypothèse, non confirmée par les recherches scientifiques, selon laquelle les origines du peuple juif devraient être cherchées en Égypte antique non seulement parmi les classes sociales successivement asservies ou affranchies d’ouvriers spécialisés, comme les tailleurs de pierre, mais aussi dans l’aristocratie.

## Autres désignations

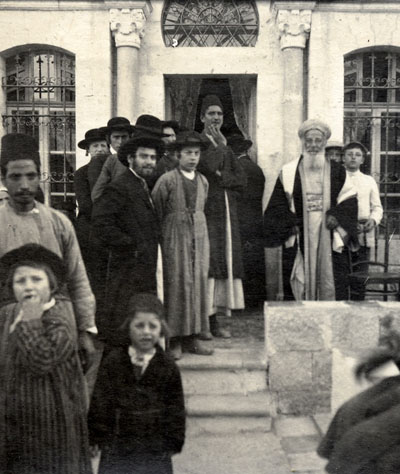
Mariage juif à Alep, 1904

Le terme mizra’him désigne à l'origine les communautés natives du Moyen-Orient, depuis les montagnes du Caucase, de l'Égypte et du Yémen jusqu'aux confins de l'Inde.

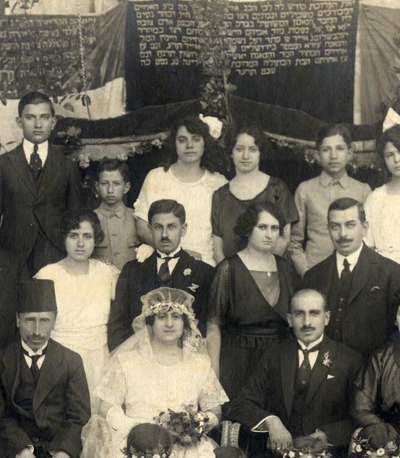
Mariage juif à Alep, Syrie, 1914.

L'assimilation est souvent faite, particulièrement en Israël, entre les Juifs séfarades et les « non-ashkénazes » en général. Cela est souvent contesté, car beaucoup de mizra’him ne sont pas originaires de la péninsule ibérique : le Moyen-Orient hébergeait des communautés juives autochtones bien avant l'arrivée des séfarades en 1492 et souvent antérieurement à l'ère chrétienne (voir l'article Juifs arabes). Cependant la plupart des communautés mizra’him utilisent un rite fortement similaire à celui des séfarades, et, sans être des « Juifs d'Espagne », n'en sont pas moins des « Juifs de rite espagnol ». L'assimilation aux « séfarades » est fréquente dans les sphères religieuses, particulièrement celles qui sont associées au parti Shas. Le dirigeant spirituel du Shas, Ovadia Yosef, qui fut grand-rabbin séfarade d'Israël de même que son fils Yitzhak Yosef, est lui-même d'ascendance irakienne et non séfarade.
Dans certains pays comme la Syrie, une distinction fut longtemps établie entre les séfarades expulsés d'Espagne en 1492 ou du Portugal par Manuel Ier en 1497 et les Juifs arabes, qui sont des autochtones. Ceux-ci se dénommaient souvent les musta’rabim, les séfarades les appelaient « Moriscos ».
Dans les pays arabes, les mizra’him étaient appelés (mais ne s’appelaient pas eux-mêmes) « Juifs arabes »[réf. souhaitée]. Par ailleurs, certaines communautés de la diaspora juive remontant aussi loin que l'exil à Babylone étaient installées sur ces terres bien avant la conquête arabe, qui eut lieu un millénaire plus tard.
Ce terme de juif arabe est en revanche toujours utilisé dans les pays arabes du Moyen-Orient.

## Langues des Mizra’him

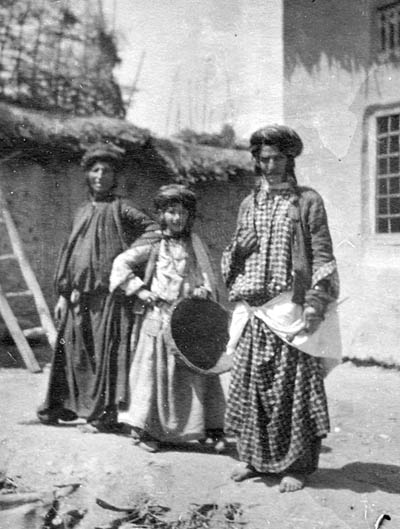
Juives du Kurdistan à Rawanduz, actuellement au nord de l'Irak, 1905.

Les communautés juives orientales parlaient la langue du pays où elles vivaient, ainsi que dans de nombreux cas, des langues spécifiques, des dialectes judéo-arabes, comme le moghrabi, bien que ces langues soient actuellement utilisées comme des langues folkloriques. Parmi les autres langues des mizra’him figurent le dzhidi, le grouzini, le boukhori, le judéo-kurde, les divers judéo-berbères, le juhuri et les dialectes judéo-araméens, dont la langue du Talmud et le Lishán didán (voir ces articles).
Les ouvrages philosophiques, religieux ou littéraires des mizra’him étaient écrits en judéo-arabe, en utilisant un alphabet hébreu modifié.

## Dispersion post-1948

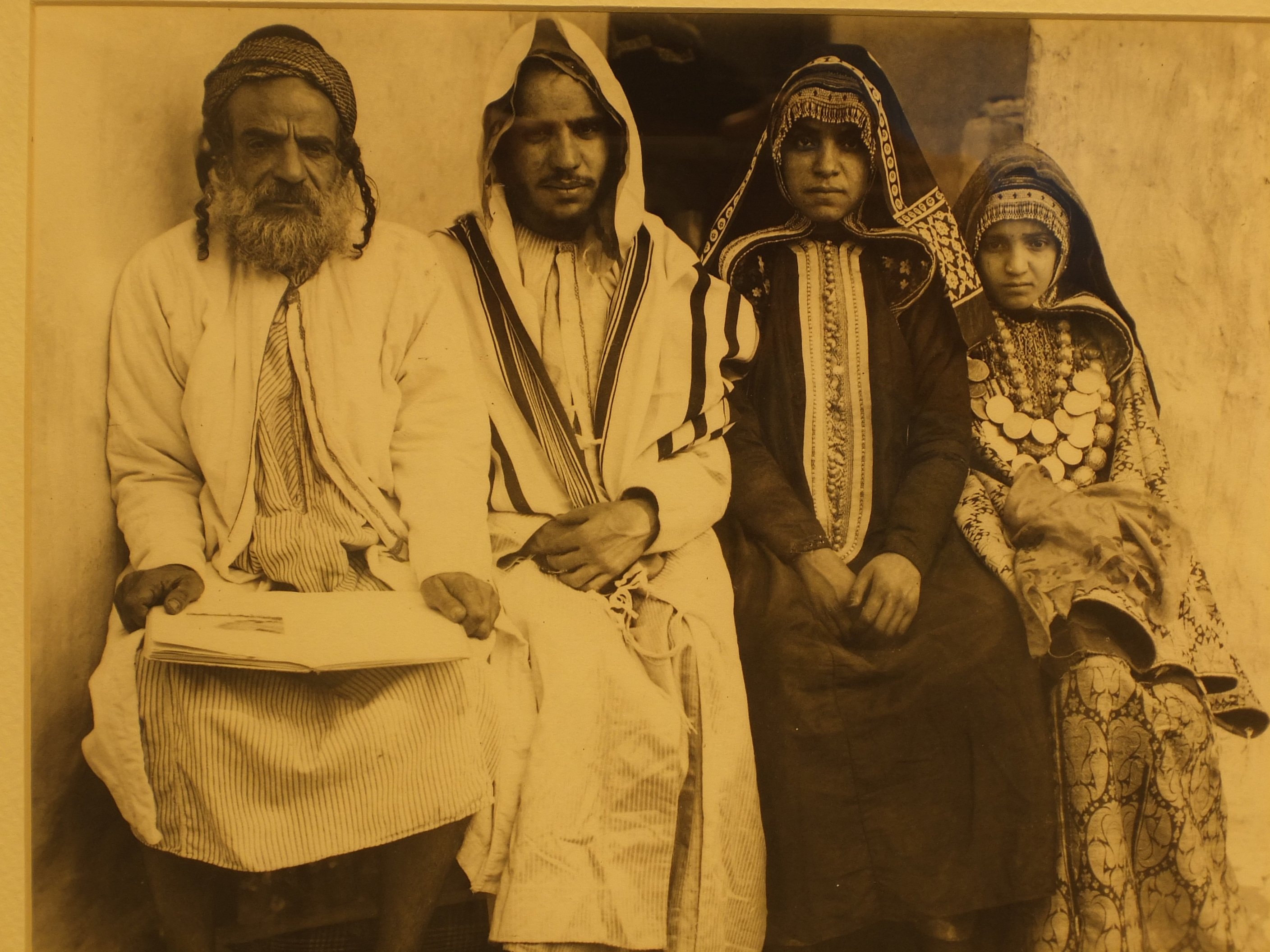
Famille Jamal, Yémen, début du XXe siècle

De nos jours, il reste environ 40 000 mizra’him répartis dans des communautés éparpillées dans le monde musulman non arabe, principalement en Iran, mais aussi en Ouzbékistan, Azerbaïdjan, ou en Turquie. En Turquie, l'histoire du judaïsme est complexe : de nombreux Romaniotes locuteurs du yévanique, dont la Loi découlait du Talmud de Jérusalem, sont passés au rite séfarade ladino[Lequel ?], à la langue judéo-espagnole et au Talmud babylonien après la venue des Séfarades chassés d'Espagne auxquels ils se sont assimilés, tandis que d'autres sont soit devenus des linobambakis (juifs levantins adoptant les mœurs musulmanes en public), soit se sont convertis à l'islam (Juifs dönme devenus turcs). À côté de ces groupes initialement fort nombreux, on peut mentionner la minorité des Qaraim. Dans le monde arabe, il reste aujourd'hui (2017) très peu de Juifs : dans les pays du Maghreb, on en compte 5 000 au Maroc et moins de 2 000 en Tunisie. D'autres pays arabes en hébergent encore, mais moins de 100.

## Dans l'État d'Israël

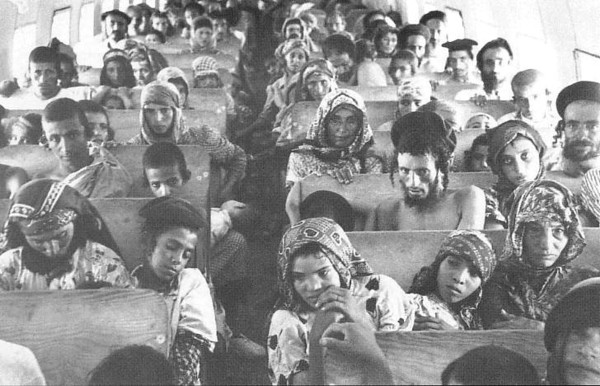
Environ 49000 Yéménites (Teimanim) ont émigré par l'opération « Tapis volant », 1949-50.

### Arrivée en Israël
L'arrivée des mizra’him en Israël a modifié son paysage culturel et politique. Leurs coutumes, cultures et langages très différents de ceux de leurs compatriotes ashkénazes étaient bien plus proches de ceux des Arabes. Cela suscita nombre de réactions méprisantes de la part des ashkénazes : à titre d'exemple, l'épithète de vilde 'hayïes (« bêtes sauvages » en yiddish) qui fut appliquée aux juifs orientaux. Les nouveaux arrivants furent considérés comme de la main-d'œuvre grossière et inéduquée, logés dans des camps de transit formés à la hâte, appelés en hébreu ma'abarot, où les conditions de vie étaient extrêmement précaires. Les mizrahim furent ensuite affectés dans des zones urbaines de développement. La tentative d'intégration dans des moshavim (villages agricoles coopératifs) ne fut que partiellement couronnée de succès, les Mizrahim ayant exercé l'artisanat et le commerce plutôt que l'agriculture, comme les pionniers ashkénazes rarement agriculteurs d'origine.

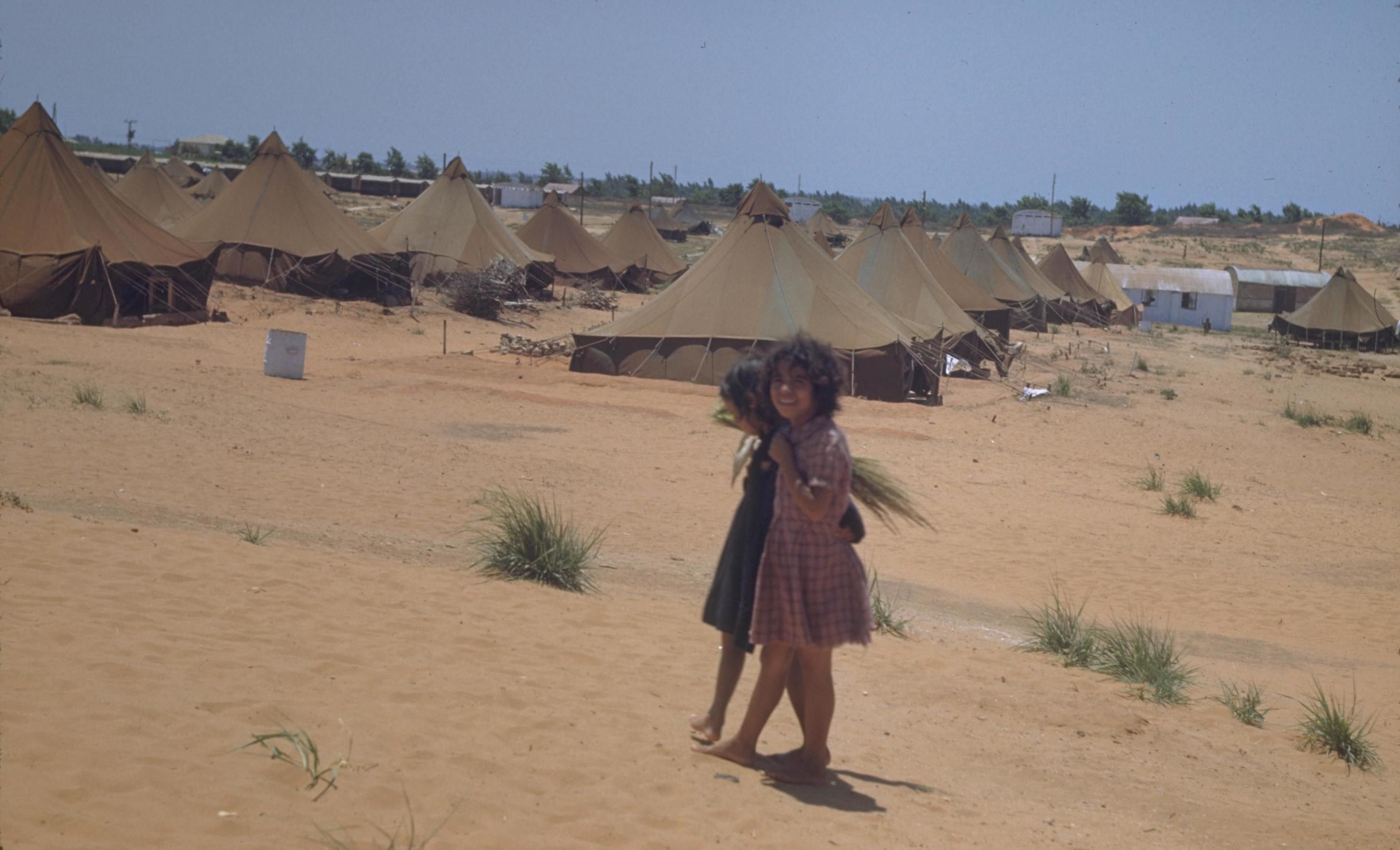
Fillettes yéménites dans la ma’abarah, Beit Lid, 1950.

« Jusqu'au début des années 1970, la politique israélienne à l’égard des Juifs originaires du monde musulman (les Mizrahim ou Orientaux) a été décrite – par le leadership travailliste ainsi que par une bonne partie de la sociologie israélienne (et notamment son père fondateur Shmuel Eisenstadt) – en termes de « modernisation ». Les Juifs orientaux étaient perçus comme prisonniers d’un carcan traditionnel. Pour les « israéliser », il convenait de les faire entrer dans l’ère moderne. Ce passage nécessitait de rompre avec une culture orientale perçue comme arriérée ».

### Réactions contre les discriminations
Les historiens voient une continuité entre les troubles qui ont secoué périodiquement les ma'abarot, ou camps de transit accueillant les juifs orientaux dans les années 1950, la révolte des mizrahim de Wadi Salib en juillet 1959 (à Haïfa), et le mouvement des Panthères noires israéliennes en 1971-1973. Ces « Black Panthers » ont travaillé à la mise au jour des présupposés racistes et de la discrimination qui visait ces immigrés [les Juifs mizra’him] et leurs enfants et lutté, de 1971 à 1977, pour l’égalité sociale et politique. « Les Panthères noires israéliennes clamèrent haut et fort l’illégitimité d’un État reposant sur une aussi rigoureuse inégalité. Comme l’explique le poète, chercheur et cinéaste Sami Shalom Chetrit, elles sapèrent définitivement la vieille "sociologie de l’arriération" qui faisait reposer toute promesse d’amélioration sur la "modernisation" — argumentaire illustré par la recommandation d’une Golda Meir : "Qu’ils cessent toutes ces fêtes de famille. Qu’ils apprennent à gérer leur budget de manière rationnelle. Qu’ils travaillent dur pour leurs droits. Ils devraient commencer par avoir des familles plus réduites." ».

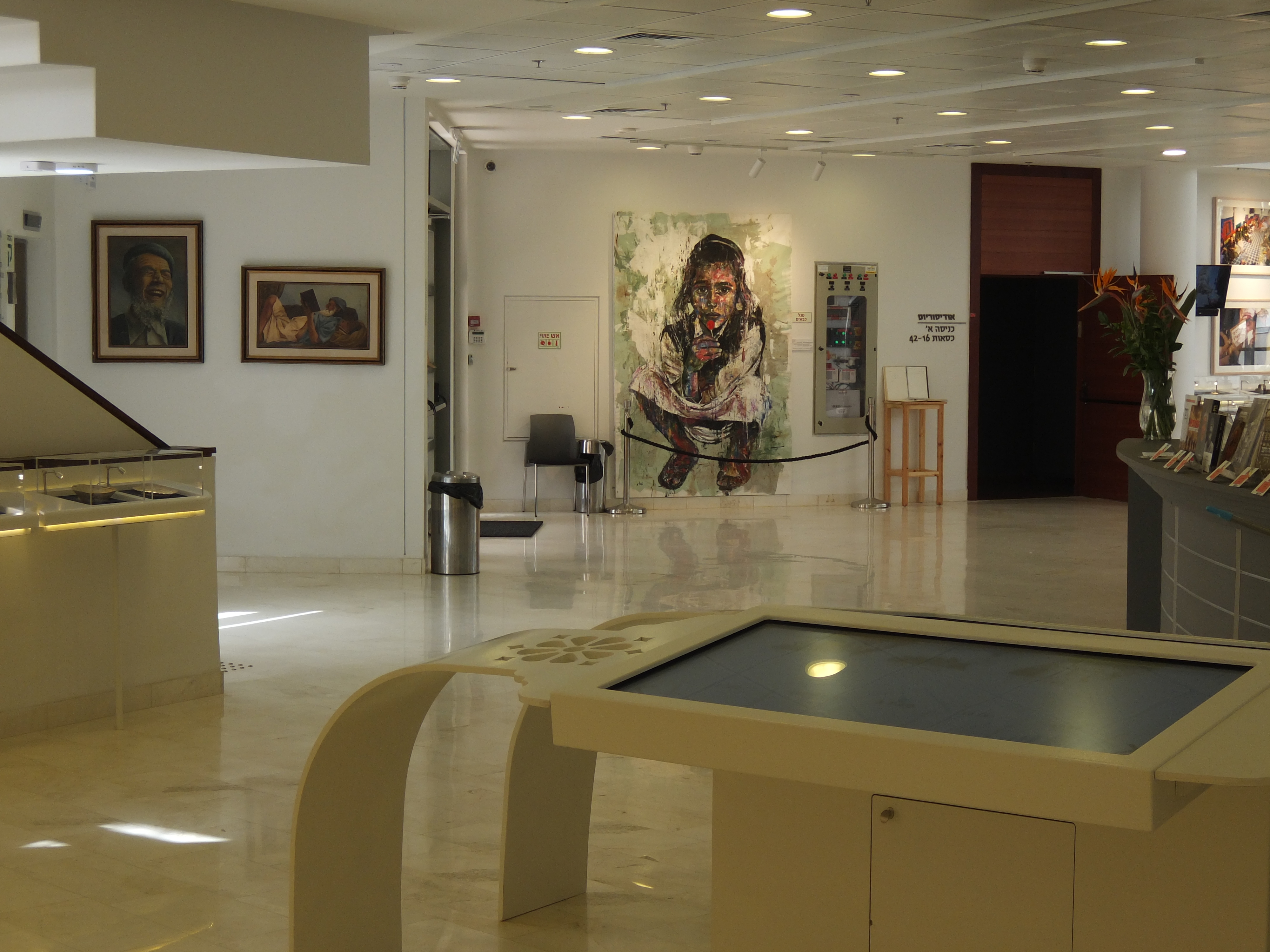
Le Musée Yemenite Jewish Heritage Center à Rehovot, Israël.

L'affaire des enfants yéménites est révélatrice du racisme, et du mépris de la classe dominante ashkénaze à l'égard de la communauté d'origine de ces enfants. C'est en 2016 seulement que les juifs orientaux ont obtenu l'ouverture des archives révélant l'enlèvement de 3 500 à 5 000 enfants, pour la plupart juifs yéménites, dans les hôpitaux israéliens entre 1948 et 1954.
En 1997, Ehud Barak, chef du parti travailliste, a demandé pardon aux Juifs orientaux « de tout ce qu'ils avaient enduré de la classe dominante ashkénaze »,.
La discrimination à l'encontre des Juifs orientaux, et surtout des Juifs d'Afrique du Nord, demeure aujourd'hui encore dans des groupes du monde ultra-orthodoxe, historiquement dominé par les Juifs européens et américains : des ashkénazes refusent les mariages mixtes avec leurs coreligionnaires originaires des pays arabes et musulmans, fixent des quotas qui limitent l'accès à leurs écoles (yeshivot). Certaines écoles établissent des codes vestimentaires pour distinguer les élèves d'origine européenne et orientale, interdisent la communication entre ces deux groupes pendant les récréations, voire érigent un mur pour les séparer.

### Aspects socio-économiques

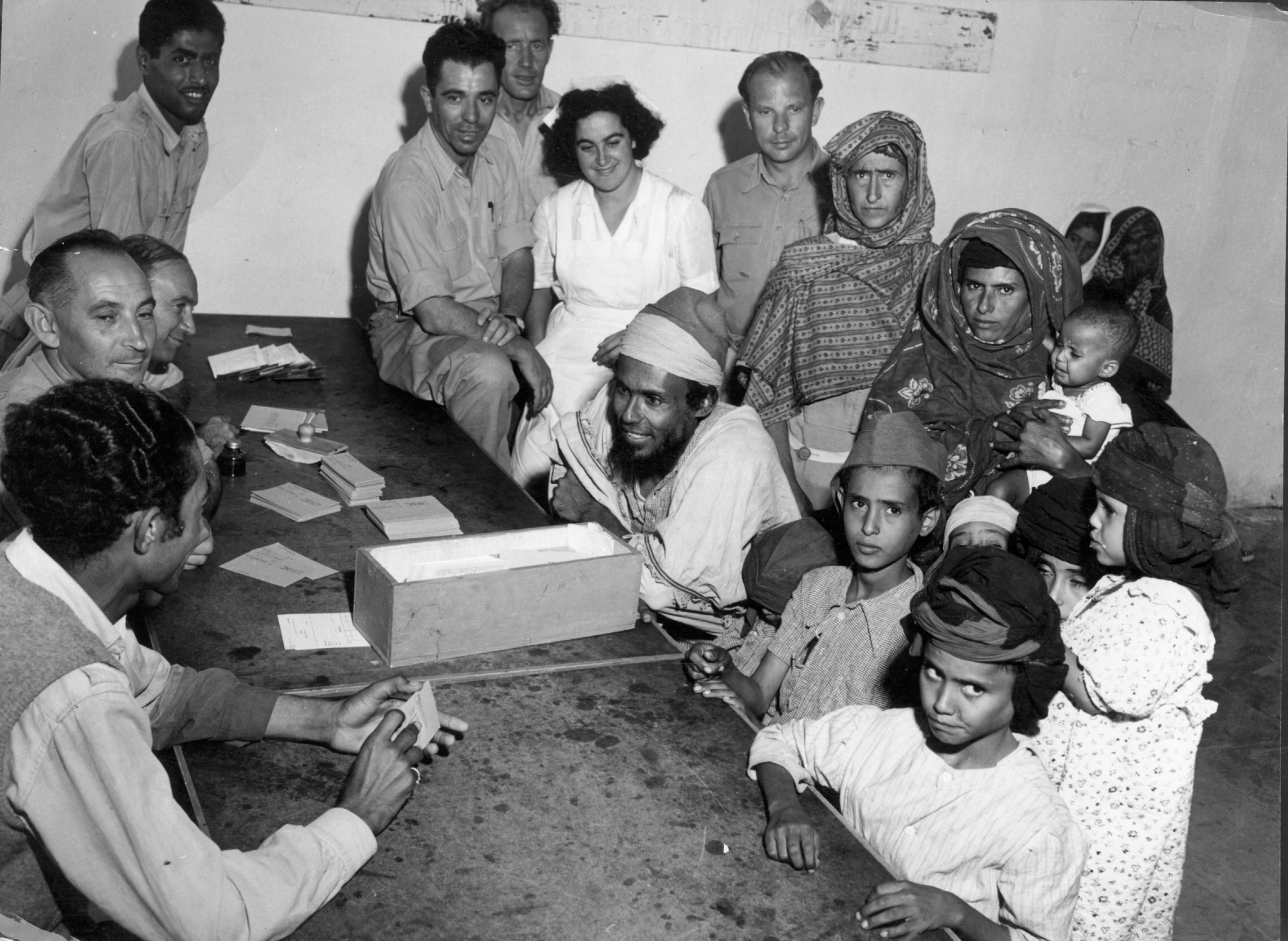
Nouveaux émigrants du Yémen, 1948-49.

L'intégration fut difficile et s'étendit sur des décennies. Si une part des difficultés initiales des juifs orientaux s'explique par l'ampleur de la tâche d'insertion à laquelle était confronté le jeune État, la persistance de l'« écart ethnique » sur le long terme souligne bien l'existence d'une inégalité structurelle au sein de la société israélienne, écrit Alain Dieckhoff ».
Les juifs mizra’him ont connu une ascension sociale depuis les années 1970, cependant, les ashkénazes ayant bénéficié aussi, parallèlement, d'une amélioration de leur position, l'inégalité entre les deux groupes ne s'est pas réduite partout, elle s'est au contraire aggravée chez certains.
Selon une étude menée par le Bureau central israélien des statistiques (OIP), les juifs mizra’him sont moins susceptibles de poursuivre des études universitaires que les Juifs ashkénazes. Les Ashkénazes nés en Israël sont jusqu'à deux fois plus susceptibles d'étudier dans une université que leurs concitoyens mizra’him nés en Israël. De plus, le pourcentage des Orientaux qui cherchent une éducation universitaire reste faible par rapport aux groupes d'immigrants de deuxième génération d'origine ashkénaze, comme les Russes.
En 1975, un juif oriental gagnait en moyenne 79 % des revenus d'un ashkénaze ; vingt ans plus tard, il ne gagne plus que 69 % de ces revenus. Les sources récentes indiquent que les inégalités économiques demeurent considérables : selon un rapport de 2012, « le salaire moyen, en zone urbaine, d’un juif ashkénaze est 42% au-dessus de la moyenne de tous les salariés, quant aux juifs séfarades, leurs salaires sont à peine 9% plus élevés que la moyenne ». Si l'on prend en compte l'ensemble du pays et non seulement les zones urbaines, « la majorité des Mizrahim appartiennent encore aujourd'hui aux strates sociales défavorisées » (en 2012).

### Vote politique
Rejetant le pouvoir établi politique socialiste qu'ils accusent de les avoir abandonnés à leur sort et qu'ils considèrent comme anti-religieux et élitiste jusque dans les années 1990, les mizra’him soutinrent activement en 1977 la candidature de Menahem Begin, chef du parti du Likoud, élu après un monopole jusque-là ininterrompu du sionisme travailliste. Selon Yehouda Shenhav, « c’est pour résorber un déficit d’identification à la culture juive israélienne que les populations orientales se sont montrées non seulement promptes à embrasser la cause nationaliste, mais aussi à « surjouer » leurs pratiques religieuses ».
À partir du milieu des années 1980, de nombreux juifs mizra’him soutiennent le parti politique du Shas fondé en 1984 par Éliezer Schach, un rabbin ashkénaze ouvert aux Juifs orientaux, et dirigé dès les premiers temps par Ovadia Yosef, grand-rabbin séfarade d'Israël d'origine irakienne. Selon Alain Dieckhoff, ce parti révèle le malaise des juifs mizrahim. Shas est un mouvement fondamentaliste dont la revendication ethnique est très marquée, et qui représente les couches sociales défavorisées ; « il prétend régler le problème des Orientaux par le retour à la religion et à la synagogue, et non par l'égalité sociale et économique », écrit Sammy Smooha. Shas est aussi un parti religieux fondamentaliste, formé sur le modèle des partis ultra-orthodoxes ashkénazes. Il n'est pas surprenant, selon Amnon Raz-Krakotzkin, que Shas rencontre un grand succès auprès des juifs orientaux : « réhabiliter la religion est un moyen de protester contre l'establishment ashkénaze qui se définit comme laïque » ; il permet aussi pour beaucoup de poursuivre les pratiques de leurs parents en espérant avoir accès à des responsabilités politiques.
En 1998, le mouvement de la « coalition démocratique arc-en-ciel mizra’hi » (ou « L'arc démocratique oriental ») ha Keshet ha Democratit ha Mizrahit a été créé par des intellectuels mizra’him comme Yehouda Shenhav, Yossi Yona et Henriette Dahan-Kalev. Il s'est efforcé de lutter pour un changement institutionnel et de dépasser la revendication ethnique ; ainsi, par exemple parmi ses objectifs, figure la possibilité offerte à des familles défavorisées habitant des logements sociaux d'acquérir leur logement à des conditions avantageuses. Par ailleurs, ce mouvement appelle à la création d’un État multiculturel et promeut le dialogue entre mizra’him et arabes israéliens. Son succès électoral reste néanmoins assez limité.

### Voies d'amélioration
Les mariages mixtes entre ashkénazes et mizra’him ne cessent de devenir communs en Israël et dès la fin des années 1990, 28 % des enfants israéliens ont des parents multi-ethniques contre 14 % dans les années 1950. Si les mariages inter-ethniques ne diminuent pas les différences de statut socio-économique, en revanche, leurs enfants ne les perpétuent pas.
Même si les disparités persistent, la place occupée aujourd'hui par les Israéliens d’origine mizra’hie n'est en aucune mesure comparable à celle des premiers immigrés ; l'intégration sociale est en constante progression et nombre de personnalités issues du monde mizrahim (en) et s'illustrant dans des domaines divers de la société israélienne améliorent la visibilité et la perception de ce groupe avec notamment :

#### Activistes
- Abie Nathan, humanitaire et militant pacifiste né au Khouzistan (Iran).

#### Entrepreneurs

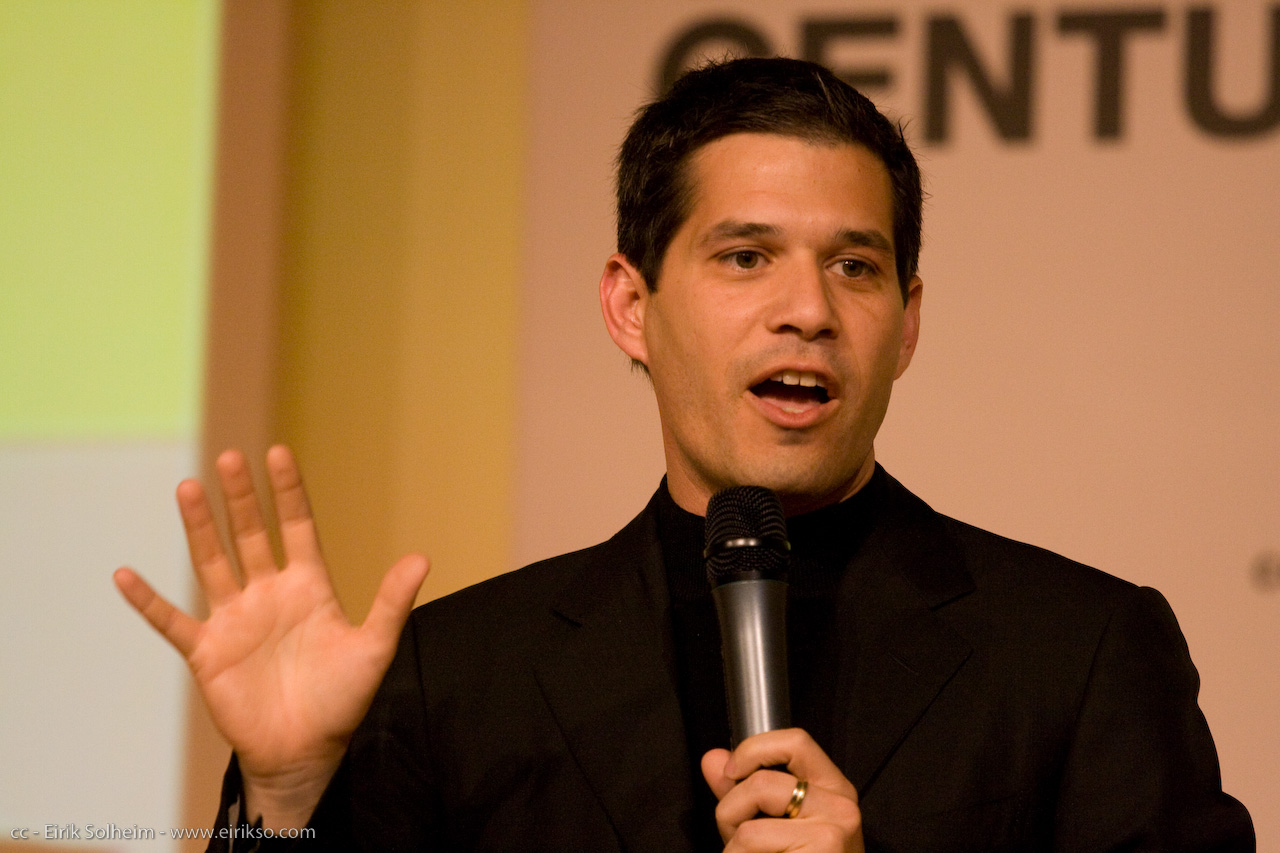
L'entrepreneur Shai Agassi.

- Shai Agassi - Fondateur des sociétés TopTier Software, de CEO, de Better Place (en) pour les véhicules électriques ; de parents irakiens.
- Zadik Bino (en) - Propriétaire de la First International Bank of Israel (en), actionnaire majoritaire de Paz Oil company et de FIBI Holdings Company, nommé en 2006 « Globes Man of the Year » ; né en Irak.
- Patrick Drahi- Fondateur du consortium Altice (actionnaire de SFR Group, Virgin Mobile, Hot et de Portugal Telecom, Altice Dominicana et Suddenlink ; SFR Group est propriétaire des médias Libération et L'Express) ; né à Casablanca (Maroc).
- Shlomo Elihu (en) - Fondateur de la compagnie d'assurance Eliyahu, du parti Ahva, ancien membre de la Knesset, actionnaire des banques Leumi et Union Bank of Israel (en), il est considéré par Forbes comme la 12e fortune d'Israël ; né à Bagdad (Irak).
- Haim Saban - Homme d'affaires israélo-américain, producteur de programmes télévisés et compositeur de musique ; né à Alexandrie (Égypte).

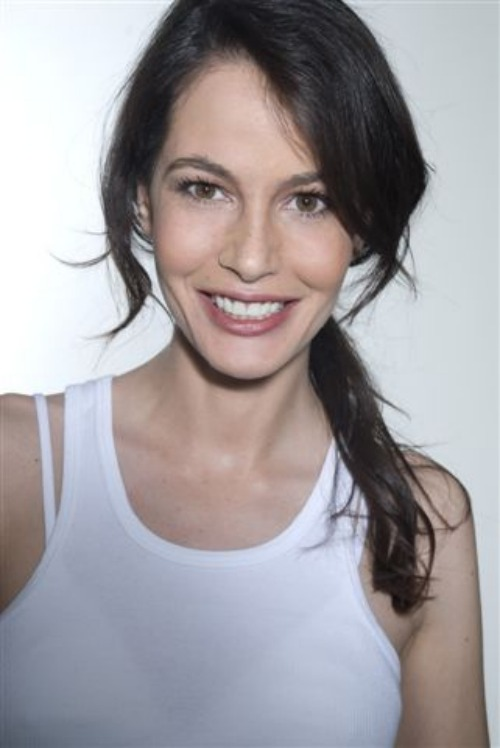
La présentatrice, mannequin et actrice Rebecca Griffin

- Yitzhak Tshuva (en) - Président de El-Ad Group, propriétaire du Plaza Hôtel à New York, du conglomérat Delek Group. En 2014, il est classé septième fortune d' Israël par Forbes ; né à Tripoli (Libye)[34].

#### Mannequins et acteurs
- Yael Abecassis - Mannequin et actrice à la télévision et au cinéma pour des réalisateurs israéliens et français, fondatrice d'une association pour femmes battues, Esprit de femmes ; de parents marocains.
- Linor Abargil - Mannequin, miss Monde en 1998, avocate, investie dans la lutte mondiale contre la violence sexuelle[35],[36] ; de parents marocains.
- Moran Atias - Mannequin et actrice pour la télévision et le cinéma, elle œuvre aussi dans l'humanitaire (pour Milan, les réfugiés de Floride, Haïti, les animaux...) et est ambassadrice pour IsraAid ; de parents marocains.
- Rebecca Griffin (en) - Mannequin, présentatrice sportive à la télévision israélienne et en Grande-Bretagne, et actrice. En 2011, elle dénonce Nivea qui avait oublié Israël sur sa liste de diffusion sur internet, qui s'empresse de l'inclure ; de mère yéménite.
- Shlomit Malka parfois appelée Shiloh Malka - Mannequin apparue dans des campagnes internationales pour L'Oréal, Armani, Ralph Lauren, Lancôme ou Chanel et incarnant le visage de la société italienne Intimissimi ; de père marocain.

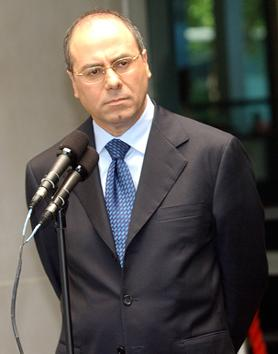
Le ministre Silvan Shalom.

#### Politiques
- Aryeh Deri - Chef du parti Shas ; né au Maroc.
- Sylvain Shalom - Ministre des Affaires étrangères et ministre des Finances ; né à Gabès (Tunisie).
- Shlomo Ben-Ami - diplomate et historien ; né au Maroc.
- Moshe Katsav – Président d'Israël (2000–2007) ; né en Iran.
- Shaul Mofaz– Ministre de la Défense, no 2 du parti Kadima à la Knesset ; né à Téhéran (Iran).
- Miri Regev- Membre de la Knesset et ministre ; de parents marocains.

#### Religieux
- Elazar Abuhatzeira (en) - rabbin orthodoxe et cabaliste ; né au Maroc.
- Rabbi Shlomo Moshe Amar - Grand rabbin de Rishon LeZion, de Jérusalem puis d'Israël ; né à Casablanca (Maroc).
- Yosef Qafih (en), appelé aussi Rabbi Kapach - Talmudiste, traducteur, juge (dayan) à la Cour suprême rabbinique ; né à Sanaa (Yémen).
- Ovadia Yossef - Talmudiste, grand rabbin d'Israël ; né à Bagdad (Irak).

#### Sportifs
- Dudu Aouate - Footballeur international, gardien du RCD Mallorca ; de parents marocains.
- Séfi Azoulay - Joueur franco-israélien de volley-ball, vainqueur à Beauvais OUC de la coupe de France en 2008 ; de parents séfarades.
- Gaï Assulin - Footballeur aux FC Barcelone, Manchester City, Racing de Santander, RDC Mallorca ou dans l'équipe nationale d'Israël ; de parents séfarades.
- Yossi Benayoun Shai - Footballeur au club Maccabi Petah Tikva et capitaine de l'équipe nationale d'Israël. Né à Dimona, il est surnommé « Le diamant de Dimona » en Israël ; de parents marocains.
- Omri Casspi - Basketeur aux Maccabi Tel Aviv, Cavaliers de Cleveland, Rockets de Houston, Pelicans de La Nouvelle-Orléans ou aux Grizzlies de Memphis ; de parents marocains.
- Avi Cohen - Footballeur au poste de défenseur à Liverpool (LFC) et dans l'équipe d'Israël ; né au Caire.
- Guy Gabay - Coureur cycliste plusieurs fois champion en Israël dans plusieurs disciplines cyclistes ; de parents séfarades.
- Sagi Aharon Muki - Judoka, médaille d'or des championnats d'Europe 2015 en moins de 73 kg et des championnats d'Europe 2018 en moins de 81 kg, médaille d'or lors du Grand Chelem d'Abu Dhabi en octobre 2018 où pour la première fois, l'hymne national a été autorisé à retentir ; de parents mizrahi.
- Eli Ohana - Footballeur aux FC Malines, SC Braga et en équipe d'Israël, il remporte plusieurs coupes dont celle de l'UEFA ou le Trophée Bravo du meilleur jeune européen en 1988 ; de parents séfarades
- Haïm Revivo - Footballeur, champion de Turquie en 2001 avec Fenerbahçe SK, vainqueur de la Coupe d'Israël en 1995 avec le Maccabi Haïfa, sacré meilleur buteur du Championnat d'Israël en 1995 et 1996 ; de parents marocains[28].
- Shay-Oren Smadja - Judoka, médaille de bronze des poids légers aux Jeux olympiques d'été de 1992 à Barcelone et médaille d'argent aux Championnats du monde de 1995 au Japon ; de parents séfarades.
- Shahar Zubari - Véliplanchiste, médaillé de bronze en voile aux Jeux olympiques de Pékin en 2008, premier prix à la Sailing World Cup de la Fédération internationale de voile en 2013 ; de parents yéménites.

#### Universitaires et figures académiques

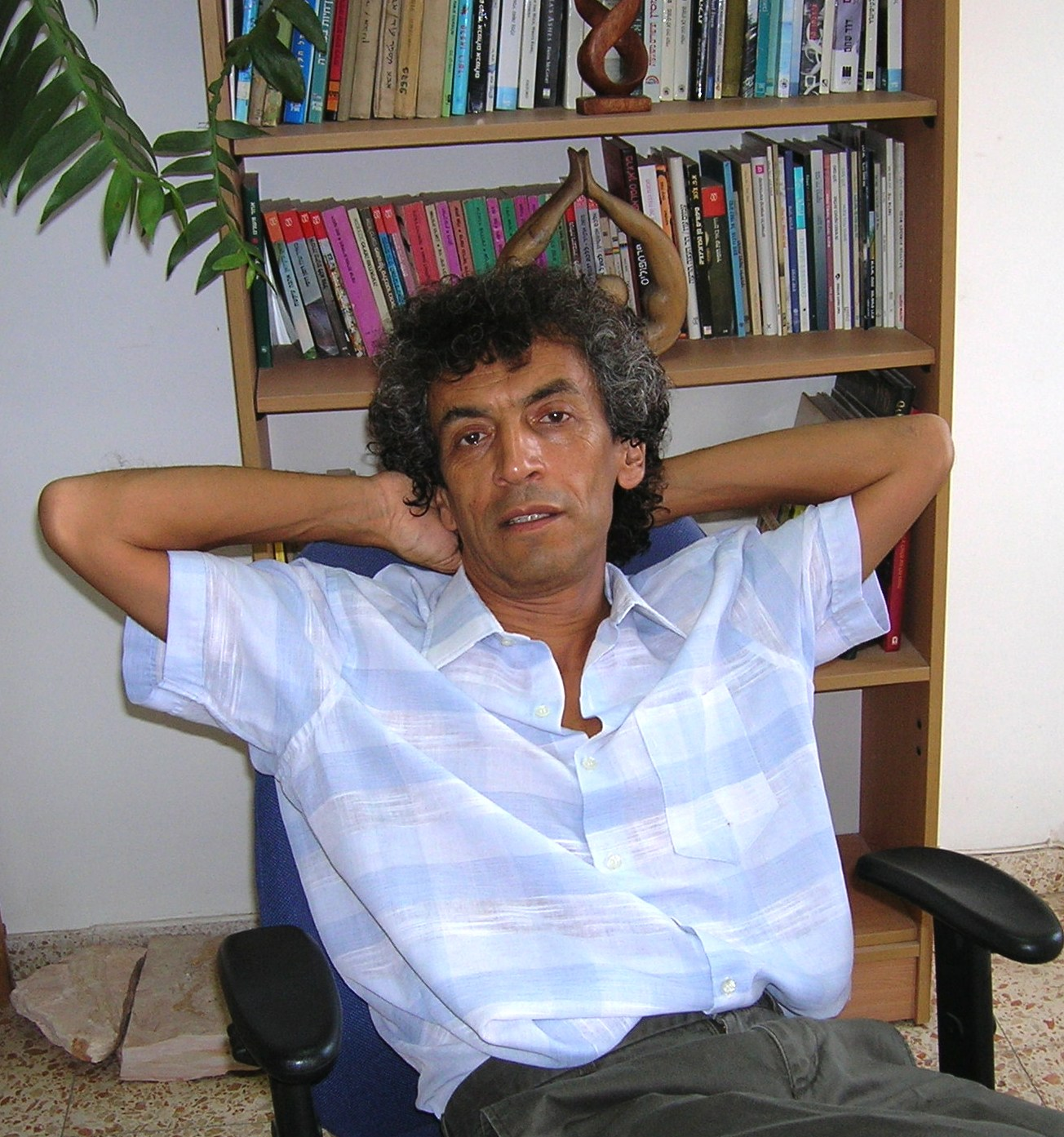
Le physicien Avshalom Elitzur.

- Michel Abitbol - Historien, professeur à l'EPHE, à l'EHESS, à l'université Paris-VIII, à l'Institut d'études politiques et au sein de la Paris Graduate School of Management (PGSM), chercheur à l'université hébraïque de Jérusalem, contributeur à l'Encyclopaedia Judaica. En 2000, il reçoit de l’Académie française le prix Thiers d’histoire et de sociologie ; né à Casablanca (Maroc).
- Amnon Netzer (en)– Historien, chercheur, professeur et journaliste, il fonde le « service perse » d'IBA (Israël Broadcasting Authority) en 1958, récipiendaire de la mention de Professeur émérite de l'université hébraïque de Jérusalem ; né à Racht (Iran).
- Cyrus Avshalom Elitzur (en)– Physicien de la mécanique quantique et philosophe à l'université Bar-Ilan, rédacteur en chef des sciences naturelles dans l'Encyclopaedia Hebraica, fondateur de l'Iyar (Institut israélien de recherche avancée (en)), professeur en 2008 à l'université Joseph-Fourier ; né à Kerman (Iran).
- Moshe Bar-Asher (en)– Linguiste, président de l'Académie de la langue hébraïque de Jérusalem ; né à Ksar Souk (Maroc).
- Raphael Mechoulam – Médecin, professeur de chimie médicinale, membre de l'Académie des sciences d'Israël, récipiendaire de nombreux prix, nommé au Prix Nobel, il découvre le TetraHydroCannabinol (Δ9) et l'anandamide des haschich et cannabis ; né en Bulgarie de parents séfarades[37].

## Perception philosophique
Le philosophe austro-israélien Martin Buber était conscient du regard péjoratif sur les Orientaux à qui il attribuait une fonction motrice : « On a parfois considéré l’oriental comme un homme représentant un stade primitif de développement, un attardé, pour ainsi dire – ce qui est une vue étroite et schématisante. (…) J’aimerais définir le type humain oriental, tel qu’on peut le reconnaître dans les documents de l’Asie antique aussi bien que dans le chinois ou l’indien ou le juif d’aujourd’hui, comme un individu de type « moteur » plutôt que « sensoriel », contrastant en ceci avec l’occidental, (…) l’opération psychique fondamentale de l’homme de type moteur est centrifuge : une impression procède de l’âme et devient mouvement. (…) L’image que l’oriental a du monde est déterminée par la nature de son âme. (…) À l’homme de type moteur, le monde apparaît comme un mouvement sans limite dont il est lui-même traversé. Tout en percevant individuellement les choses, il ne perçoit pas chacune d’elles comme étant un en-soi, stable et clos, mais comme le point nodal d’un mouvement sans fin qui coule à travers lui (…) – et c’est là que se rejoignent toutes les grandes religions et toutes les grandes idéologies de l’Asie –, le monde ne doit pas simplement être appréhendé mentalement, il doit être réalisé. Il n’est pas seulement donné à l’homme, il lui est confié ; c’est son devoir de faire que le monde vrai devienne réel ».

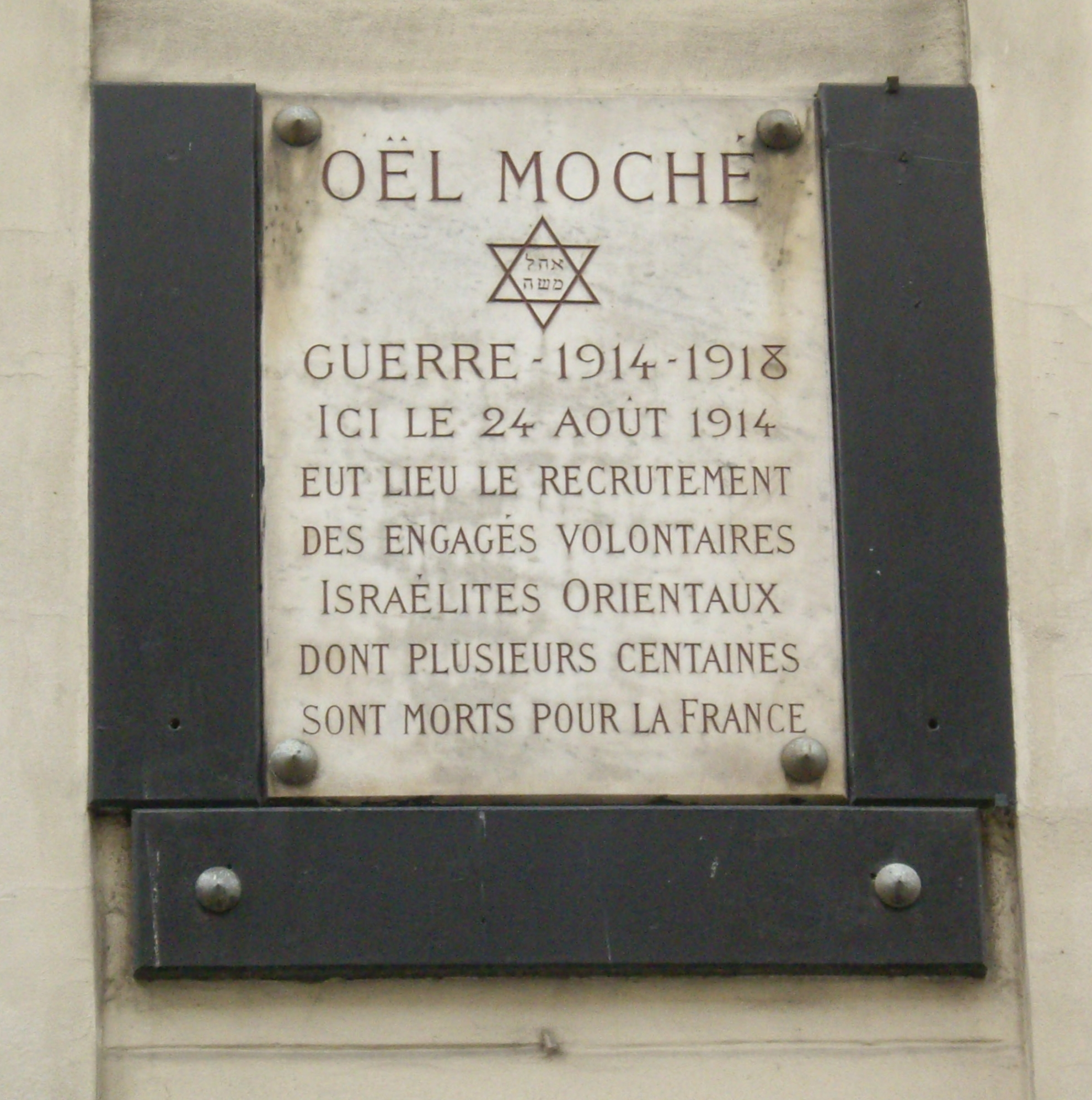
Plaque commémorative du recrutement des Israélites orientaux volontaires en 1914, Paris.